# Hampsonodes ampliplaga
Hampsonodes ampliplaga là một loài bướm đêm trong họ Noctuidae.